# Бартлетт, Фредерик Чарлз
Сэр Фредерик Чарлз Бартлетт (1886—1969) — британский психолог, первый профессор экспериментальной психологии в университете Кембриджа, один из основателей современной когнитивной психологии.

## Биография
Фредерик Чарлз Бартлетт родился 20 октября 1886 года в Стоу-он-Уолд.
Изучал социальные науки в колледже Святого Иоанна в Кембридже, по окончании колледжа начал работать в лаборатории психологии Кембриджа, которую возглавлял с 1931 по 1951 год. В 1944 году был одним из основателей Группы исследований прикладной психологии, возглавив её в 1945 году. В 1932 году был избран членом Королевского общества, а в 1948 был посвящён в рыцари.
С 1924 по 1948 гг. главный редактор «Британского психологического журнала».
В 1952 году за существенный вклад в науку учёный был награждён Королевской медалью Лондонского королевского общества.
В 1958 году был избран иностранным почётным членом Американской академии искусств и наук.
Фредерик Чарлз Бартлетт умер 30 сентября 1969 года в Кембридже.
Наиболее известны работы Бартлетта в области изучения процессов запоминания: он зачитывал испытуемым короткие истории с несколько нелогичной последовательностью событий, а потом, по прошествии значительного времени, просил вспомнить их эти истории максимально точно; он обнаружил, что большинству людей было крайне сложно запомнить такие истории даже после многократного прочтения, и выдвинул так называемую теорию схем запоминания: согласно ей, те элементы повествования, которые не могли вписаться в схему запоминания слушателя, впоследствии исключались из его воспоминаний или преобразовывались.
Британское эргономическое общество присуждает медаль Бартлетта в его честь, а Общество экспериментальной психологии ежегодно проводит лекции имени Бартлетта.